# Семак Петро Михайлович
Петро Михайлович Семак (рос. Пётр Михайлович Семак; нар. 26 січня 1960, с.Спаське, Новомосковський район, Дніпропетровська область, Українська РСР, СРСР) — радянський та російський актор театру і кіно українського походження, лавреат Державної премії СРСР (1986) та Державної премії Росії (2000), заслужений артист Росії (1996), народний артист Росії (2005).

## Життєпис
Петро Семак народився 26 січня 1960 року в селі Спаське, Новомосковського району, Дніпропетровської області, УРСР. Навчався у Харківському інституті мистецтв. 
У 1983 році закінчив Ленінградський державний інститут театру, музики і кінематографії та став актором Малого драматичного театру в Ленінграді.
З 2015 року працює у Олександринському театрі.

## Фільмографія
- 2013 — «Темний світ: Рівновага» — чаклун
- 2011 — «Вулиці розбитих ліхтарів» — Іван
- 2010 — «Кочегар» — полковник, батько Віри
- 2008 — «Той, хто гасить світло»
- 1988 — «Будні і свята Серафими Глюкиної» — Володя, чоловік Рити
- 1987 — «Зломник» — Хохмач

## Премії
- Лавреат премії «Золотий софіт» (1998)
- Лавреат спеціальної Премії Журі «Золота маска» (2007)
- Лавреат премії К.С. Станіславського у номінації «За внесок в розвиток російського театру» (2008)
- Лавреат Премії Уряду РФ в області культури за 2016 рік